# Оаза Джалу
29°1′ пн. ш. 21°32′ сх. д. / 29.017° пн. ш. 21.533° сх. д.

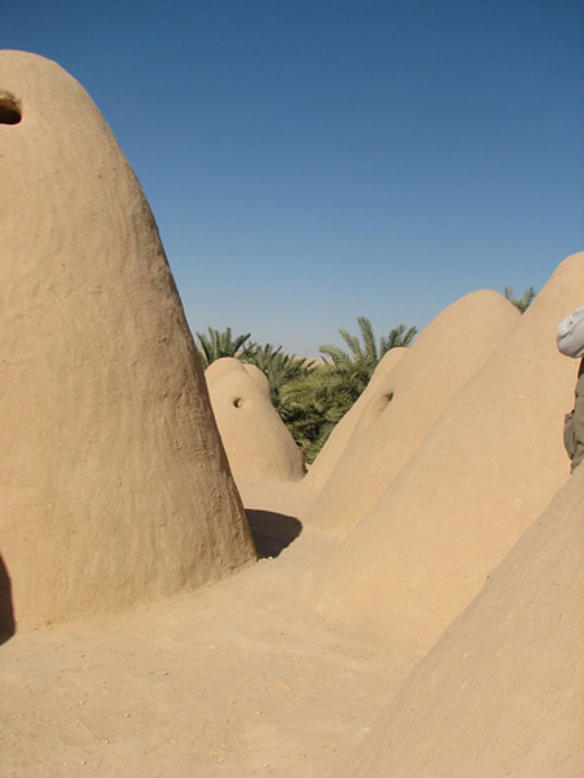
Будівлі в Ауджилі.

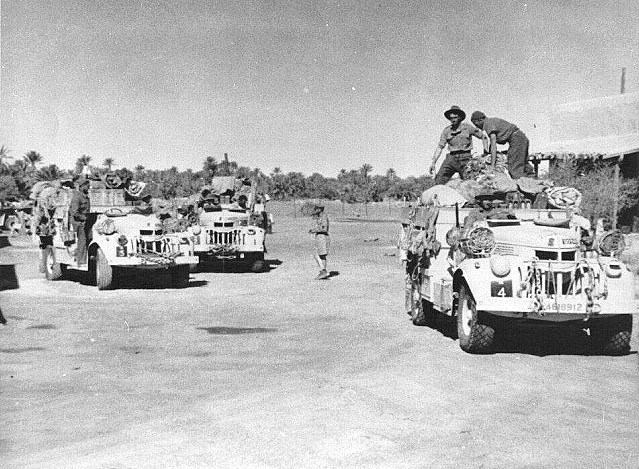
Важко навантажений 30 cwt 1533x2 Chevrolet загіну R1 Patrol Long Range Desert Group, що виїжджає з оази Джалу. На передньому плані "R4" Rotowaro W.D.no. L4618912.

Джалу (Джало; Jalo, Jalu, Gialo; араб. جالو) — оаза на сході Лівії, в історичній області Киренаїка. Раніше входила до муніципалітету Адждабія (Киренаїка), з 2007 року, згідно новим поділом входить в муніципалітет Ель-Ваха.
Розташована на північному краю Лівійської пустелі, на північний захід від Великого Піщаного моря і за 250 км на південний схід від затоки Сидра.
Населення 4,5 тис. чол. (1980), в основному бербери. Основні населені пункти — Ауджила, Амаль, Нафура, Ель-Ерг, Ель-Лебба, Джалу. Тільки в Ауджилі збереглася берберська мова Ауджила, якою говорить старше покоління. В інших селищах говорять тільки по-арабськи.
Завдяки своєму розташуванню і наявності води Джалу мала важливе стратегічне значення під час Північно-Африканської кампанії (Друга світова війна), кілька разів переходячи то до британських, то до італо-німецьких військ.
Оаза Джалу вважається однією з найбільш зручних точок для спостереження за сонячним затемненням 2006 року.